# Björnhammaren
Björnhammaren is een plaats in de gemeente Hallsberg in het landschap Närke en de provincie Örebro län in Zweden. De plaats heeft 59 inwoners (2000) en een oppervlakte van 16 hectare. In 2005 was het aantal inwoners onder de 50 gezakt en werd het niet meer genoteerd door het Zweeds bureau voor statistiek. In de volksmond wordt de plaats Björnhammar genoemd.